# 阚首归
闞首归（？—488年），為古代高昌國的君主，闞氏高昌末代君主，闞伯周之子，他於478年至488年在位。477年，闞伯周去世，阚首归之弟阚义成即位。次年，阚首归杀害阚义成，自立为王。488年，被高車王可至羅所殺。